# Madonna in trono col Bambino e san Giovannino
(Firma sul basamento)
La Madonna in trono col Bambino e san Giovannino è un olio su tavola (205x145 cm) di Nicola Moietta, datato 1521 e conservato nella ella Pinacoteca civica di Caravaggio, in Lombardia.

## Storia
Il dipinto fu commissionato per la cappella dedicata alla Madonna all'interno della chiesa di San Bernardino, a Caravaggio. Fu trasferito nella sala dell'ospedale civile cittadino fra il 1921 ed il 1922, e nel 1967 divenne di proprietà del Comune di Caravaggio.
Il quadro è citato a metà del XIX secolo in uno scritto di Cesare Cantù come pregiato quadro; non viene tuttavia menzionato il nome del Moietta.

## Descrizione e stile
L'opera rappresenta la Madonna su di un trono, assieme al Bambino e a san Giovannino; i tre sono circondati da san Francesco, san Gerolamo, santa Elisabetta e un devoto.
La loggia in primo piano si apre prospetticamente su un retrostante paesaggio fluviale; sullo sfondo si intravedono alcune montagne. Viceversa, lo spazio in cui sono costrette le figure sacre è relativamente piatto e di scarsa profondità; i personaggi sono atteggiati in un contrappunto classico, dalla simmetria esasperata. Gli stessi colori sono puri e privi di cangiantismi.
Risulta notevole la precisione miniaturistica delle figure visibili sullo sfondo, realizzate in punta di pennello e forse riferibili alla famiglia donatrice, i Secco d'Aragona.
La struttura architettonica del portico, che appare molto alto rispetto al piano della base, è caratteristico dei dipinti lombardi della prima metà del XVI secolo, e richiama in particolar modo lo stile di Bernardino Zenale.